# فيناي كولكارني
فيناي كولكارني هو سياسي هندي، ولد في 7 نوفمبر 1967 في دهرواد ‏ في الهند. نشط حزبياً في المؤتمر الوطني الهندي. وقد انتخب Member of the Karnataka Legislative Assembly ‏.